# 十八羅漢山
十八羅漢山，位於台灣高雄市六龜區荖濃溪旁，為一著名的特殊地理景觀區，因山形奇特有如十八羅漢而得名。該處地質為大而厚的六龜礫岩，因地層變遷露出水面後，由於透水性良好，容易向下侵蝕，經過長久的歲月後，逐漸形成諸多陡立峻峭的山峰。因植物不易存活，有如西遊記中的「火炎山」一般，故又稱為六龜火炎山。當地的特殊地形有峽谷、山頭、曲流和乾旱溪谷，已由林保署依《森林法》劃為「十八羅漢山自然保護區」，面積193.01公頃。經多年保護後，已可見松鼠與獼猴等野生動物穿梭其間。山腳於日治時期開闢六龜隧道，於公路改線後廢除，現在只開放六號隧道參觀。
目前十八羅漢山自然保護區開放導覽解說環境教育活動，由林業及自然保育署委託民間單位「十八羅漢山自然人文協會」進行，可至十八羅漢山生態之旅臉書粉絲頁申請預約。相關資料可查詢「十八羅漢山自然保護區環境教育活動申請要點」。

## 其他影片介紹
- 【台灣，你好！】沙發環島空拍鷹眼系列 - 2015/7/27 高雄六龜鄉十八羅漢山 卷一（页面存档备份，存于）
- 【台灣，你好！】沙發環島空拍鷹眼系列 - 2015/7/27 小桂林高雄十八羅漢山 卷二